# Pyrausta generosa
Pyrausta generosa là một loài bướm đêm trong họ Crambidae.